# رون كافينال
رون كافينال (بالإنجليزية: Ron Cavenall)‏ مواليد 30 أبريل 1959 في بومونت، هو لاعب كرة سلة أمريكي سابق. بدأ مسيرته الاحترافية في سنة 1983. يبلغ طوله 7 قدم 1 بوصة (2.2 م). اعتزل اللعب في 1993. لعب مع نيويورك نيكس وبروكلين نتس.

## إحصائيات المسيرة

### الموسم الاعتيادي
| السنة   | الفريق       | لعب | بدأ | دقيقة | ميداني% | ثلاثية | حرة  | ارتداد | صنع | استلاب | تصدي | نقطة |
| ------- | ------------ | --- | --- | ----- | ------- | ------ | ---- | ------ | --- | ------ | ---- | ---- |
| 1984–85 | نيويورك نيكس | 53  | 2   | 12.3  | .326    | .00    | .564 | 3.1    | .4  | .2     | .8   | 1.5  |
| 1988–89 | بروكلين نتس  | 5   | 0   | 3.2   | .667    | .000   | .400 | .4     | .0  | .0     | .4   | 1.2  |
| المسيرة |              | 58  | 2   | 11.5  | .337    | .000   | .545 | 2.9    | .3  | .2     | .8   | 1.4  |

## روابط خارجية
- رون كافينال على موقع إن بي أي (الإنجليزية)
- رون كافينال على موقع سبورتس رفرنس (الإنجليزية)
- رون كافينال على موقع كلية كرة السلة في سبورتس رفرنس.كوم (الإنجليزية)
- رون كافينال على موقع ريلجم (الإنجليزية)
- رون كافينال على موقع بروبوليرز (الإنجليزية)